# Вагановице
Ваганови́це (пол. Waganowice) — село в Польше в сельской гмине Сломники Краковского повета Малопольского воеводства.

## География
Село располагается в 4 км от административного центра гмины города Сломники и в 24 км от административного центра воеводства города Краков.
В 1975—1998 годах село входило в состав Краковского воеводства.

## Население
По состоянию на 2013 год в селе проживало 242 человек.
| 2007 | 2013 |
| ---- | ---- |
| 290  | 242  |

Данные переписи 2013 года:
| Перепись  | Всего   | Всего | Женщины | Женщины | Мужчины | Мужчины |
| --------- | ------- | ----- | ------- | ------- | ------- | ------- |
| Единицы   | человек | %     | человек | %       | человек | %       |
| Население | 242     | 100   | 123     | 50,82   | 119     | 49,18   |